# معركة تبفريلة
معركة تبفريلة هي صراع عسكري بين قبيلتي لمتونة وجدالة . كلاهما من قبائل الصنهاجة البربرية المسلمة في الصحراء الكبرى وكانت متحالفة في إطار الدولة المرابطية، شكلت قوات لمتونة قلب المرابطين بعد تمرد جدالة. أُرسل الأمير المرابطي يحيى بن عمر اللمتوني ضد كدالة. 

## المعركة
وقعت المعركة في الصحراء في الفترة ما بين 21 مارس و19 أبريل من عام 448 هـ / 1056 م في مكان يسمى تبفريلة بالقرب من مدينة أزوكي الشنقيطية. واستمرت المعركة حتى الليل . هُزم المرابطون، على الرغم من مساندة شعب التكرور لهم، وقتل يحيى بن عمر في ساحة المعركة. 

## أساطير حول المعركة
ويروي الجغرافي أبو عبد الله البكري في كتابه المسالك والممالك أسطورة تشير إلى أن ساحة معركة تبفريلة كانت تطاردها نداءات شبح لمؤذن أخافت اللصوص والمارة مع اقتراب الليل.